# Bernsteinschule

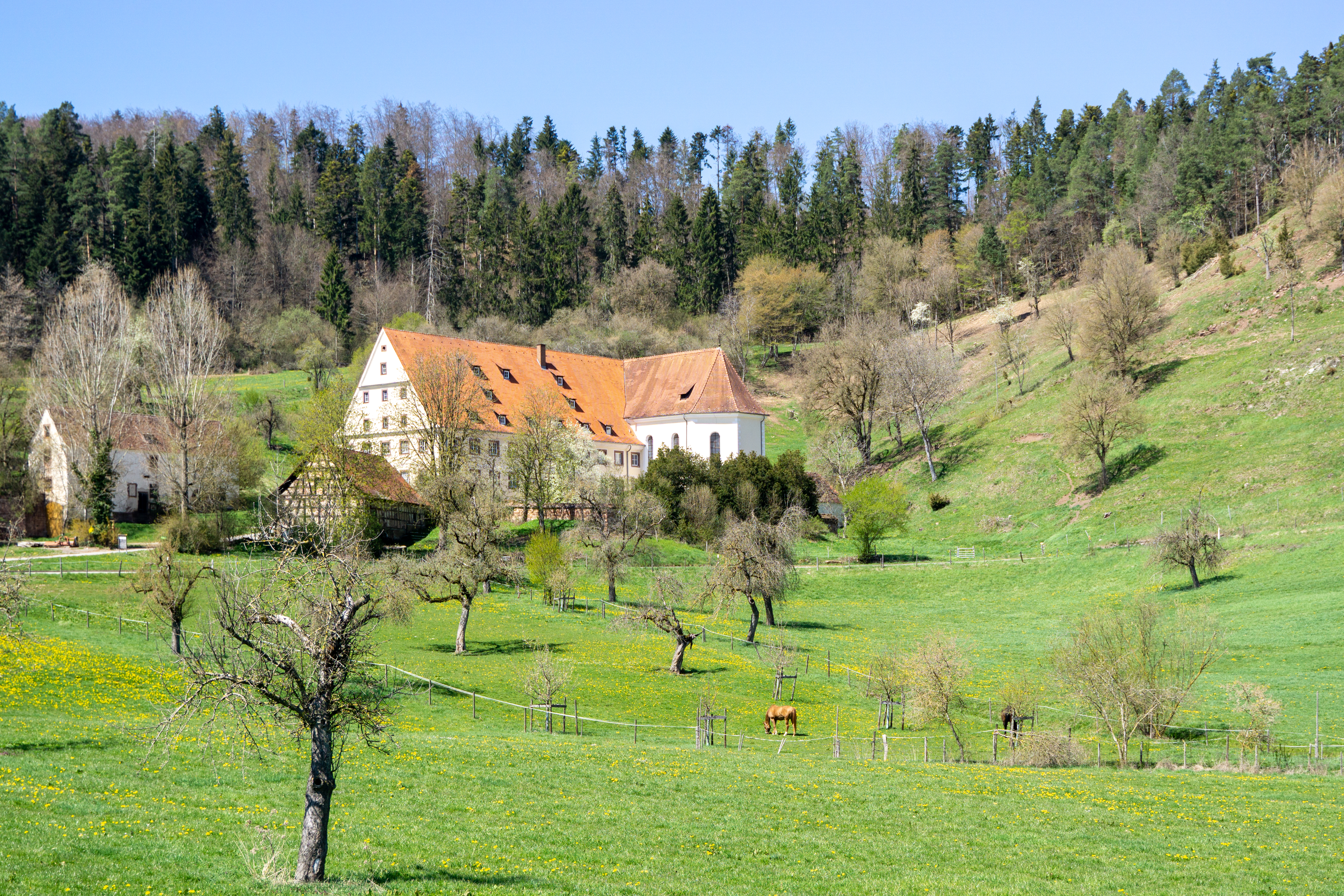
Das ehemalige Kloster Bernstein, zwischen 1946 und 1955 Ort der Bernsteinschule und Ausgangspunkt weit reichender Impulse zur Neubelebung der süddeutschen Kunstszene

Die Bernsteinschule war eine private Kunstschule im ehemaligen Kloster Bernstein bei Sulz am Neckar, jetzt Landkreis Rottweil, Baden-Württemberg.

## Geschichte
Die Bernsteinschule („der Bernstein“) in der damaligen Staatsdomäne diente seit ihrer Gründung 1946 bis 1952/1955 zur Zeit der französischen Besatzung dem Land Württemberg-Hohenzollern als Akademie-Ersatz, da nach dem Krieg zunächst noch keine Kunstakademien wiedereröffnet waren. Das Klostergebäude, das während des Nationalsozialismus als Ferienheim der Hitlerjugend diente, war geplündert und verwüstet und die ersten Kunststudenten mussten es zunächst wieder herrichten. Die leere Klosterkirche diente als Hörsaal und Gemeinschaftsatelier.
Im September 1946 rief der Kunstmaler und Grafiker Paul Kälberer, Vorsitzender des Verbands bildender Künstler Württemberg Süd, zur Gründung einer „Arbeitsgruppe für bildende Kunst“ auf, die noch im gleichen Jahr auf dem Bernstein ihre Arbeit aufnahm. Kälberer legte die Statuten fest und formulierte die pädagogischen Leitlinien. Sein pädagogisches Konzept beruhte auf der Zusammenarbeit von Lehrern und Schülern zur Vermittlung künstlerischer und handwerklicher Kenntnisse. Als Leiter der „Schule“ konnte er den Bildhauer und Maler Hans Ludwig Pfeiffer gewinnen. Die Arbeitsgruppe stellte 1950 einen Antrag auf Anerkennung als „staatlich genehmigte Schule“.
Von der Bernsteinschule gingen Anfang der 1950er-Jahre weit reichende Impulse zur Neubelebung der süddeutschen Kunstszene aus. Vier Künstler gaben der Bernsteinschule ihr Gepräge. In den ersten Jahren waren es die Schulleiter Paul Kälberer und Hans Ludwig Pfeiffer. Seit 1951 bestimmte HAP Grieshaber zusammen mit Riccarda Gregor-Grieshaber die Ausrichtung der Schule, die er als eine Art Internat einrichtete, in dem junge Künstler und Schriftsteller miteinander lernen, arbeiten und leben konnten. In der Bernsteinschule gab es weder Klassen, noch ein Lehrpensum oder Prüfungen. Grieshaber öffnete die Schule nach außen und ebnete den Schülern den Weg in praktische Berufe. Er richtete unter anderem Kurse für Typographie und Photographie ein, protegierte künstlerisches Industriedesign und gewann Sponsoren mit Reklameaufträgen.
1953 zog sich HAP Grieshaber aus der Schulleitung zurück, doch blieb der Bernstein, obgleich keine Schule mehr, bis 1955 eine Werkstatt und Künstler-Gemeinschaft, die von ehemaligen Schülern besucht wurde. Zu den bekannten Schülern und Gästen zählten Herbert Feyerabend, Peter Härtling, Hans Peter Hoch, Herbert W. Kapitzki, Joachim Geissler-Kasmekat, Emil Kiess, Roland Martin, Kurt Frank, Lothar Quinte, Heinz Schanz oder Winand Victor.
Ende der 1990er Jahre entstand im Wasserschloss Glatt die Galerie Schloss Glatt, in der rund 170 Werke der Bernsteinschule ausgestellt sind.